# Single numer jeden w roku 2024 (Polska)
Single numer jeden w roku 2024 (Polska) – zestawienie singli, które w 2024 zajęły pierwsze miejsca na trzech cotygodniowych polskich listach przebojów:
- OLiA – oficjalnej liście airplay, sporządzanej i publikowanej przez Związek Producentów Audio-Video na podstawie odtworzeń w stacjach radiowych[1],
- OLiS – single w streamie, sporządzanej i publikowanej przez Związek Producentów Audio-Video na podstawie odsłuchań w serwisach strumieniowych[1],
- Poland Songs, sporządzanej i publikowanej przez amerykański magazyn „Billboard” na podstawie danych o sprzedaży cyfrowej i odsłuchań w serwisach strumieniowych[2].

## Listy
| OLiA – oficjalna lista airplay | OLiA – oficjalna lista airplay       | OLiA – oficjalna lista airplay                              | OLiS – single w streamie | OLiS – single w streamie     | OLiS – single w streamie         | Poland Songs    | Poland Songs                 | Poland Songs                                      | Poland Songs |
| Data                           | Singel                               | Wykonawca                                                   | Data                     | Singel                       | Wykonawca                        | Data            | Singel                       | Wykonawca                                         | Źr.          |
| ------------------------------ | ------------------------------------ | ----------------------------------------------------------- | ------------------------ | ---------------------------- | -------------------------------- | --------------- | ---------------------------- | ------------------------------------------------- | ------------ |
| —                              | —                                    | —                                                           | —                        | —                            | —                                | 6 stycznia      | „Last Christmas”             | Wham!                                             | [ 5 ]        |
| 5 stycznia                     | „Stumblin’ In”                       | Cyril                                                       | 4 stycznia               | „Erotyczne Pif-Paf”          | Figo i Samogony                  | 13 stycznia     | „Miki Maus”                  | Figo i Samogony                                   | [ 6 ]        |
| 12 stycznia                    | „Stumblin’ In”                       | Cyril                                                       | 11 stycznia              | „Plaster”                    | Szpaku                           | 20 stycznia     | „Plaster”                    | Szpaku                                            | [ 7 ]        |
| 19 stycznia                    | „Stumblin’ In”                       | Cyril                                                       | 18 stycznia              | „Plaster”                    | Szpaku                           | 27 stycznia     | „Plaster”                    | Szpaku                                            | [ 8 ]        |
| 26 stycznia                    | „Stumblin’ In”                       | Cyril                                                       | 25 stycznia              | „Plaster”                    | Szpaku                           | 3 lutego        | „Plaster”                    | Szpaku                                            | [ 9 ]        |
| 2 lutego                       | „Houdini”                            | Dua Lipa                                                    | 1 lutego                 | „Młody Manson”               | Young Multi, gościnnie: Szpaku   | 10 lutego       | „Młody Manson”               | Young Multi, gościnnie: Szpaku                    | [ 10 ]       |
| 9 lutego                       | „Stumblin’ In”                       | Cyril                                                       | 8 lutego                 | „Plaster”                    | Szpaku                           | 17 lutego       | „Plaster”                    | Szpaku                                            | [ 11 ]       |
| 16 lutego                      | „Stumblin’ In”                       | Cyril                                                       | 15 lutego                | „Plaster”                    | Szpaku                           | 24 lutego       | „Plaster”                    | Szpaku                                            | [ 12 ]       |
| 23 lutego                      | „Stumblin’ In”                       | Cyril                                                       | 22 lutego                | „Hero”                       | Kizo i Bletka                    | 2 marca         | „Hero”                       | Kizo i Bletka                                     | [ 13 ]       |
| 1 marca                        | „Stumblin’ In”                       | Cyril                                                       | 29 lutego                | „Hero”                       | Kizo i Bletka                    | 9 marca         | „Hero”                       | Kizo i Bletka                                     | [ 14 ]       |
| 8 marca                        | „Stumblin’ In”                       | Cyril                                                       | 7 marca                  | „Hero”                       | Kizo i Bletka                    | 16 marca        | „Hero”                       | Kizo i Bletka                                     | [ 15 ]       |
| 15 marca                       | „Motyle”                             | Sylwia Grzeszczak                                           | 14 marca                 | „Hero”                       | Kizo i Bletka                    | 23 marca        | „Hero”                       | Kizo i Bletka                                     | [ 16 ]       |
| 22 marca                       | „Motyle”                             | Sylwia Grzeszczak                                           | 21 marca                 | „Hero”                       | Kizo i Bletka                    | 30 marca        | „Hero”                       | Kizo i Bletka                                     | [ 17 ]       |
| 29 marca                       | „Ne Rozumiju”                        | Vixen                                                       | 28 marca                 | „Drive”                      | Gibbs, gościnnie: Opał           | 6 kwietnia      | „Drive”                      | Gibbs, gościnnie: Opał                            | [ 18 ]       |
| 5 kwietnia                     | „Ne Rozumiju”                        | Vixen                                                       | 4 kwietnia               | „I Like the Way You Kiss Me” | Artemas                          | 13 kwietnia     | „I Like the Way You Kiss Me” | Artemas                                           | [ 19 ]       |
| 12 kwietnia                    | „Ne Rozumiju”                        | Vixen                                                       | 11 kwietnia              | „Chyba że z Tobą”            | Modelki                          | 20 kwietnia     | „I Like the Way You Kiss Me” | Artemas                                           | [ 20 ]       |
| 19 kwietnia                    | „Motyle”                             | Sylwia Grzeszczak                                           | 18 kwietnia              | „Chyba że z Tobą”            | Modelki                          | 27 kwietnia     | „Chyba że z Tobą”            | Modelki                                           | [ 21 ]       |
| 26 kwietnia                    | „Un ragazzo una ragazza”             | The Kolors                                                  | 25 kwietnia              | „Chyba że z Tobą”            | Modelki                          | 4 maja          | „Chyba że z Tobą”            | Modelki                                           | [ 22 ]       |
| 3 maja                         | „Hip hip hura!”                      | Sanah                                                       | 2 maja                   | „Chyba że z Tobą”            | Modelki                          | 11 maja         | „Chyba że z Tobą”            | Modelki                                           | [ 23 ]       |
| 10 maja                        | „The Sound of Silence” (Cyril remix) | Disturbed                                                   | 9 maja                   | „Chyba że z Tobą”            | Modelki                          | 18 maja         | „Ile lat?”                   | Oki, gościnnie: Sobel                             | [ 24 ]       |
| 17 maja                        | „The Sound of Silence” (Cyril remix) | Disturbed                                                   | 16 maja                  | „Chyba że z Tobą”            | Modelki                          | 25 maja         | „Ile lat?”                   | Oki, gościnnie: Sobel                             | [ 25 ]       |
| 24 maja                        | „Złamane serce jest ok”              | Daria Zawiałow                                              | 23 maja                  | „Chyba że z Tobą”            | Modelki                          | 1 czerwca       | „Woda księżycowa”            | Kubi Producent, gościnnie: Stickxr, Bambi i Fukaj | [ 26 ]       |
| 31 maja                        | „Złamane serce jest ok”              | Daria Zawiałow                                              | 30 maja                  | „Chyba że z Tobą”            | Modelki                          | 8 czerwca       | „Chyba że z Tobą”            | Modelki                                           | [ 27 ]       |
| 7 czerwca                      | „Złamane serce jest ok”              | Daria Zawiałow                                              | 6 czerwca                | „Chyba że z Tobą”            | Modelki                          | 15 czerwca      | „Chyba że z Tobą”            | Modelki                                           | [ 28 ]       |
| 14 czerwca                     | „I Like the Way You Kiss Me”         | Artemas                                                     | 13 czerwca               | „Chyba że z Tobą”            | Modelki                          | 22 czerwca      | „Chyba że z Tobą”            | Modelki                                           | [ 29 ]       |
| 21 czerwca                     | „I Like the Way You Kiss Me”         | Artemas                                                     | 20 czerwca               | „100 BPM”                    | Kizo i Bletka                    | 29 czerwca      | „100 BPM”                    | Kizo i Bletka                                     | [ 30 ]       |
| 28 czerwca                     | „I Like the Way You Kiss Me”         | Artemas                                                     | 27 czerwca               | „100 BPM”                    | Kizo i Bletka                    | 6 lipca         | „100 BPM”                    | Kizo i Bletka                                     | [ 31 ]       |
| 5 lipca                        | „Too Sweet”                          | Hozier                                                      | 4 lipca                  | „100 BPM”                    | Kizo i Bletka                    | 13 lipca        | „100 BPM”                    | Kizo i Bletka                                     | [ 32 ]       |
| 12 lipca                       | „Belong Together”                    | Mark Ambor                                                  | 11 lipca                 | „100 BPM”                    | Kizo i Bletka                    | 20 lipca        | „Chyba że z Tobą”            | Modelki                                           | [ 33 ]       |
| 19 lipca                       | „Och i ach”                          | Sylwia Grzeszczak                                           | 18 lipca                 | „1 na 100”                   | Mata i White 2115                | 27 lipca        | „1 na 100”                   | Mata i White 2115                                 | [ 34 ]       |
| 26 lipca                       | „Belong Together”                    | Mark Ambor                                                  | 25 lipca                 | „Róż”                        | Jonatan, ‪Bletka‬ i Gibbs          | 3 sierpnia      | „Róż”                        | Jonatan, ‪Bletka‬ i Gibbs                           | [ 35 ]       |
| 2 sierpnia                     | „Och i ach”                          | Sylwia Grzeszczak                                           | 1 sierpnia               | „Róż”                        | Jonatan, ‪Bletka‬ i Gibbs          | 10 sierpnia     | „Róż”                        | Jonatan, ‪Bletka‬ i Gibbs                           | [ 36 ]       |
| 9 sierpnia                     | „Och i ach”                          | Sylwia Grzeszczak                                           | 8 sierpnia               | „Róż”                        | Jonatan, ‪Bletka‬ i Gibbs          | 17 sierpnia     | „Róż”                        | Jonatan, ‪Bletka‬ i Gibbs                           | [ 37 ]       |
| 16 sierpnia                    | „Och i ach”                          | Sylwia Grzeszczak                                           | 15 sierpnia              | „Och i ach”                  | Sylwia Grzeszczak                | 24 sierpnia     | „Róż”                        | Jonatan, ‪Bletka‬ i Gibbs                           | [ 38 ]       |
| 23 sierpnia                    | „Było, minęło”                       | Sanah                                                       | 22 sierpnia              | „Róż”                        | Jonatan, ‪Bletka‬ i Gibbs          | 31 sierpnia     | „Róż”                        | Jonatan, ‪Bletka‬ i Gibbs                           | [ 39 ]       |
| 30 sierpnia                    | „Było, minęło”                       | Sanah                                                       | 29 sierpnia              | „Taki mały ja”               | Kuqe 2115                        | 7 września      | „Taki mały ja”               | Kuqe 2115                                         | [ 40 ]       |
| 6 września                     | „Było, minęło”                       | Sanah                                                       | 5 września               | „Taki mały ja”               | Kuqe 2115                        | 14 września     | „Taki mały ja”               | Kuqe 2115                                         | [ 41 ]       |
| 13 września                    | „Tam słońce, gdzie my”               | Wiktor Dyduła                                               | 12 września              | „Madonna”                    | Bambi                            | 21 września     | „Madonna”                    | Bambi                                             | [ 42 ]       |
| 20 września                    | „Tam słońce, gdzie my”               | Wiktor Dyduła                                               | 19 września              | „Madonna”                    | Bambi                            | 28 września     | „Madonna”                    | Bambi                                             | [ 43 ]       |
| 27 września                    | „Tam słońce, gdzie my”               | Wiktor Dyduła                                               | 26 września              | „Lloret de Mar”              | Mata                             | 5 października  | „Lloret de Mar”              | Mata                                              | [ 44 ]       |
| 4 października                 | „Tam słońce, gdzie my”               | Wiktor Dyduła                                               | 3 października           | „Lloret de Mar”              | Mata                             | 12 października | „Lloret de Mar”              | Mata                                              | [ 45 ]       |
| 11 października                | „Róż”                                | Jonatan, ‪Bletka‬ i Gibbs                                     | 10 października          | „Lloret de Mar”              | Mata                             | 19 października | „Lloret de Mar”              | Mata                                              | [ 46 ]       |
| 18 października                | „Róż”                                | Jonatan, ‪Bletka‬ i Gibbs                                     | 17 października          | „Lloret de Mar”              | Mata                             | 26 października | „Lloret de Mar”              | Mata                                              | [ 47 ]       |
| 25 października                | „Róż”                                | Jonatan, ‪Bletka‬ i Gibbs                                     | 24 października          | „Lloret de Mar”              | Mata                             | 2 listopada     | „Lloret de Mar”              | Mata                                              | [ 48 ]       |
| 1 listopada                    | „Ready for Your Love”                | Felix Jaehn, gościnnie: Sophie Ellis-Bextor                 | 31 października          | „Lloret de Mar”              | Mata                             | 9 listopada     | „Lloret de Mar”              | Mata                                              | [ 49 ]       |
| 8 listopada                    | „Good Luck, Babe!”                   | Chappell Roan                                               | 7 listopada              | „Dolce vita”                 | Kizo i Bletka, gościnnie: Szpaku | 16 listopada    | „Dolce vita”                 | Kizo i Bletka, gościnnie: Szpaku                  | [ 50 ]       |
| 15 listopada                   | „Good Luck, Babe!”                   | Chappell Roan                                               | 14 listopada             | „Dolce vita”                 | Kizo i Bletka, gościnnie: Szpaku | 23 listopada    | „Dolce vita”                 | Kizo i Bletka, gościnnie: Szpaku                  | [ 51 ]       |
| 22 listopada                   | „I Like It”                          | Alesso i Nate Smith                                         | 21 listopada             | „Dolce vita”                 | Kizo i Bletka, gościnnie: Szpaku | 30 listopada    | „Dolce vita”                 | Kizo i Bletka, gościnnie: Szpaku                  | [ 52 ]       |
| 29 listopada                   | „I Like It”                          | Alesso i Nate Smith                                         | 28 listopada             | „Futurama 3 (fanserwis)”     | Quebonafide                      | 7 grudnia       | „Futurama 3 (fanserwis)”     | Quebonafide                                       | [ 53 ]       |
| 6 grudnia                      | „Miłość jest ślepa”                  | Sanah                                                       | 5 grudnia                | „Futurama 3 (fanserwis)”     | Quebonafide                      | 14 grudnia      | „Futurama 3 (fanserwis)”     | Quebonafide                                       | [ 54 ]       |
| 13 grudnia                     | „We Pray”                            | Coldplay, gościnnie: Little Simz, Burna Boy, Elyanna i Tini | 12 grudnia               | „Last Christmas”             | Wham!                            | 21 grudnia      | „Last Christmas”             | Wham!                                             | [ 55 ]       |
| 20 grudnia                     | „Bad Dreams”                         | Teddy Swims                                                 | 19 grudnia               | „Last Christmas”             | Wham!                            | 28 grudnia      | „Last Christmas”             | Wham!                                             | [ 56 ]       |
| 27 grudnia                     | „Apt.”                               | Rosé i Bruno Mars                                           | 26 grudnia               | „Last Christmas”             | Wham!                            | —               | —                            | —                                                 | —            |

## Podsumowania
| Okres                 | OLiA – oficjalna lista airplay | OLiA – oficjalna lista airplay | OLiS – single w streamie | OLiS – single w streamie | Źr.    |
| Okres                 | Singel                         | Wykonawca                      | Singel                   | Wykonawca                | Źr.    |
| --------------------- | ------------------------------ | ------------------------------ | ------------------------ | ------------------------ | ------ |
| styczeń–czerwiec 2024 | „Stumblin’ In”                 | Cyril                          | „Hero”                   | Kizo i Bletka            | [ 57 ] |
| styczeń–grudzień 2024 | „Stumblin’ In”                 | Cyril                          | „Chyba że z Tobą”        | Modelki                  | [ 58 ] |